# Печерні будинки Одеси
«Печерні будинки» — унікальні історичні пам'ятки кінця 18 століття, розташовані в Одесі на вулиці Каменярів, на схилах Шкодової гори. Потребують збереження як унікальна культурна спадщина козацької доби в Одесі.
Печерні будинки у районі Одеси є прикладом найбільш яскраво виражених типів хат, в Україні, особливо у її південній частині. Ці типи житла за своїм зовнішнім виглядом відрізняються від звичайного типу української хати і представляють собою житла, висічені в урвищах; однак ці житла пов'язані виключно з місцевими умовами невеликої території, які не є типовими і не мають масового поширення.

## Історія
Матеріальні пам'ятки козацької доби в межах міста Одеси максимально представлені в районі Хаджибейської дороги та вулиці Каменярів (схил Шкодової гори). У 1775 році після розорення Запорізької Січі одна з груп запорожців, що вийшли звідти, оселилася на одеському Пересипу, розраховуючи на заняття рибальством. Інша група осіла по балках Хаджибейського лиману, заснувавши кілька сіл, серед яких були села Усатово і Нерубайське, а також село Куяльник, що зараз практично розчинилося в межах міста.
«Печерні будинки» з'явилися в районі Шкодової гори не раніше 1775 і не пізніше 1800 року. Спочатку «печерні будинки» були заселені каменерізами, однак до 70-х років 19 століття в районі сучасної вулиці Каменярів такі будинки були здебільшого занедбані та поступово заселені місцевим криміналітетом через те, що ці будинки мали два виходи — на вулицю і в катакомби. Під час облав їхні мешканці просто йшли в катакомби, що тягнуться на багато кілометрів.
Більшість «печерних будинків» в околицях міста була знищена до початку 19 століття. Забудова, що збереглася на вулиці Каменярів, є унікальним історичним пам'ятником кінця 18 століття, який можна так само номінувати як пам'ятник містобудування. Вивчення більшості «печерних будинків» ускладнено через те, що навколо них існує сучасна забудова, і входи в такі будинки зазвичай розташовані на території приватної власності. Однак кілька «печерних будинків» повністю відкриті для подальших досліджень і зараз використовуються як житлові приміщення.

## Опис
Численні виходи пильного вапняку в околицях Одеси забезпечили козаків роботою каменярів, добута порода (в просторіччі — ракушняк) йшла на зведення будинків в Одесі, де активно велося будівництво. Досить часто у відпрацьованих виробках каменярі створювали собі своєрідні будинки, які мали одну зовнішню стіну з вікнами та дверима як у звичайних будинках. Інша частина будинку розташовувалася в скелі (зазвичай 3-5 кімнат). Будинки ці були дуже енергоефективні: товщина зовнішньої стіни — близько 1 м. У таких будинках, як і в катакомбах, цілий рік тримається температура +15.
З блоків вапняку складалися печі, що, як і стіни, були обмазані тою ж сумішшю, якою обмазували мазанки. І зараз на плато, що є вершиною Шкодової гори, можна спостерігати численні димоходи таких печей. Багатьох мандрівників, що проїжджали повз Шкодову гору, свого часу дивували струмені диму, що виходять прямо з-під землі.
В «печерних будинках» були виявлені печі старовинної кладки (частково викладені вогнетривкою цеглою), а також колодязі (як всередині будинку, так і зовні), ясла для коней і великої рогатої худоби, приміщення для дрібної живності — тварин тримали в цих приміщеннях принаймні кілька місяців на рік. У деяких з таких будинків і зараз тримають тварин (здебільшого курей і свиней).
В «Історичному віснику» за 1913 рік можна знайти публікацію В. Данилова, який описав розмову з нащадком запорізьких козаків, у якій згадуються будинки, висічені в скелі. У публікації навіть наводиться фотографія одного з таких будинків. Ось опис «печерних будинків», зроблений Даниловим: «Де брали камінь, там залишилися довгі катакомби, що йдуть від самого моря, під містом, і прямують в степ. Тому деякі селяни, що живуть під Одесою по степових балках, не будують будинків, а висікають хату в кам'яних надрах степу, а поруч з нею сарай у вигляді грота. Дахом для таких жител служить сама поверхня землі..».
Такі будинки були досить поширені в селах Усатово, Нерубайське, у Фоміній та Холодній балках. У межах Одеси «печерні будинки» збереглися на вулиці Каменярів на схилах Шкодової гори.

## Відображення в літературі
«Печерні будинки» послужили натхненням для цілого ряду літераторів, які створили серію гостросюжетних творів, дії яких відбуваються в «підземному місті». Це і знаменитий роман одеського поліцмейстера Антонова «Одеські катакомби і підземне місто», і повість «Підземна Одеса 25 років тому» О. Іванова, що описує як предмет обстановки в «печерних будинках» навіть фортепіано.
Зберігся досить цікавий документ, опублікований в 1875 році: «Записка про каменоломні і будинкові міни в м. Одесі та його околицях», складена за розпорядженням технічно-будівельного відділення Одеської міської управи гірським техніком Н. Дуніним-Барковським. У цьому документі рекомендується міській владі знищити «печерні будинки» для поліпшення криміногенної обстановки в місті.

## Галерея

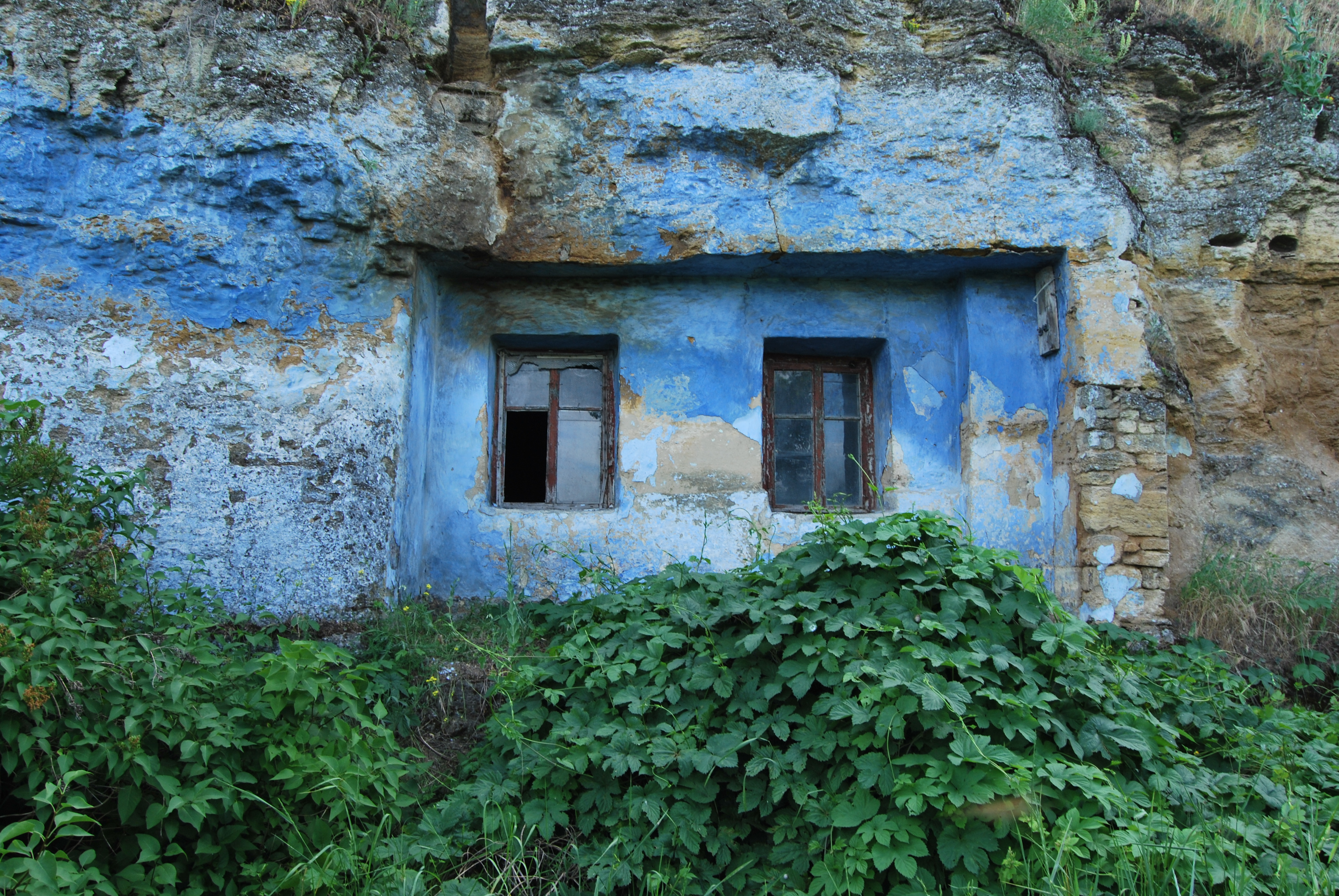
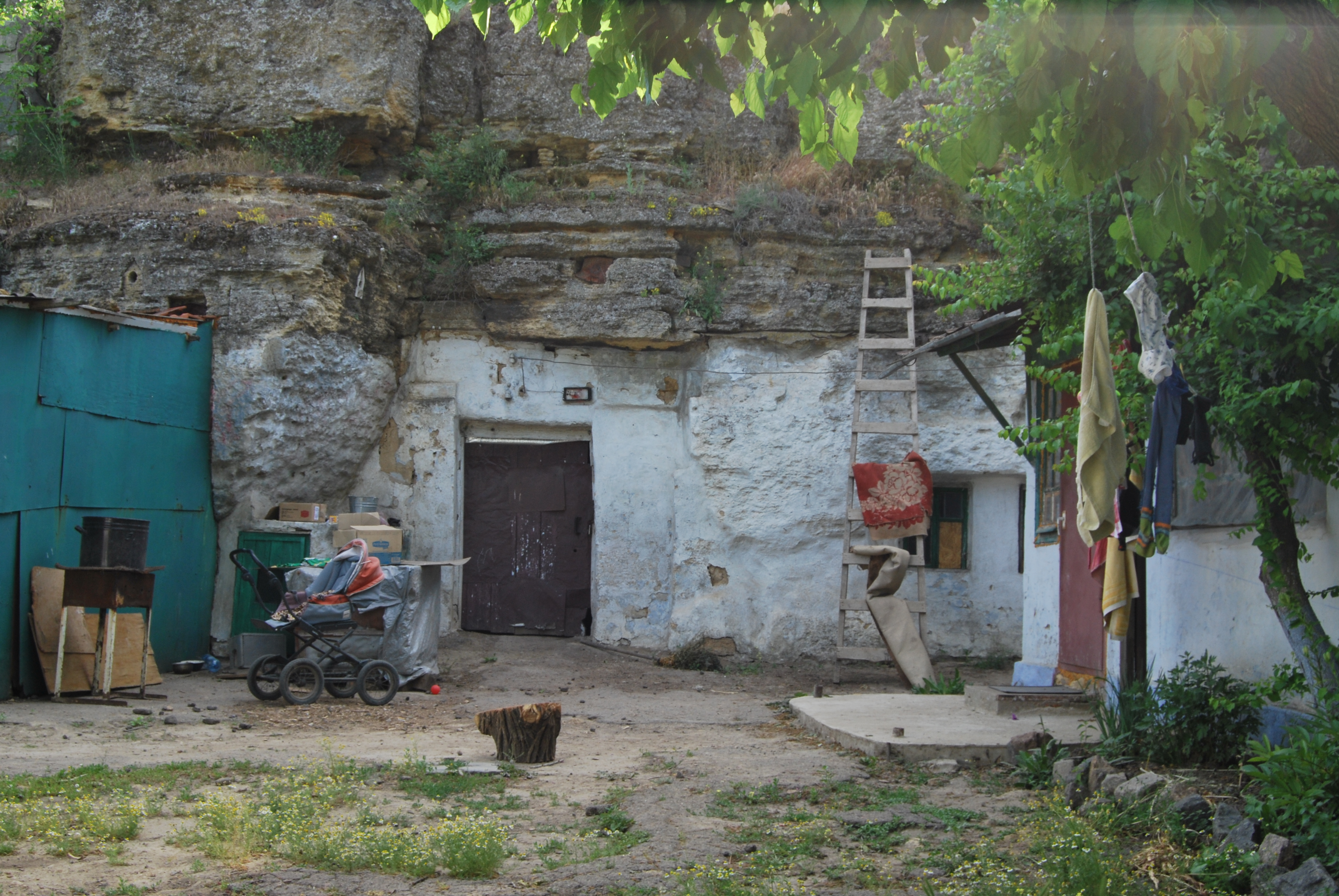
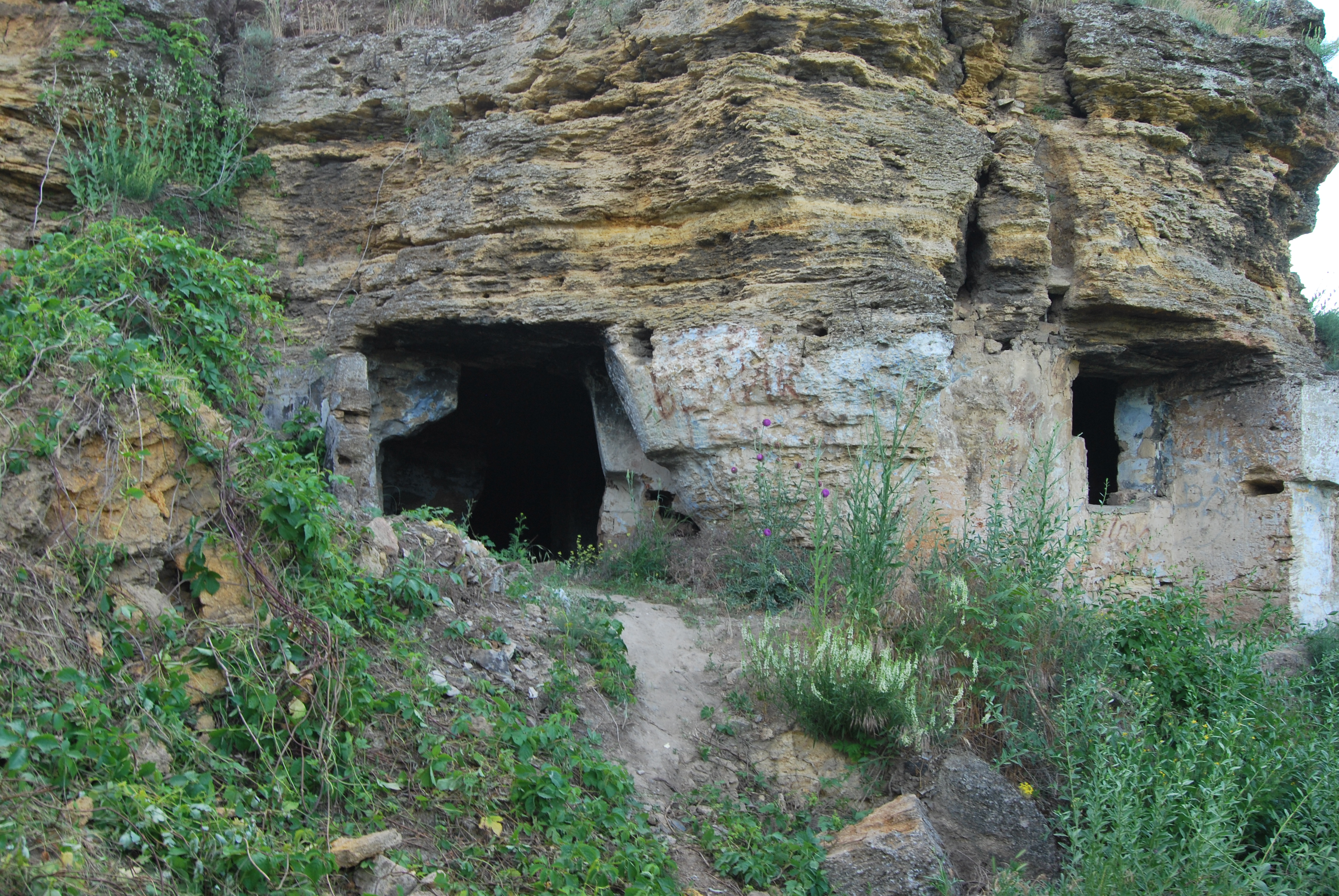
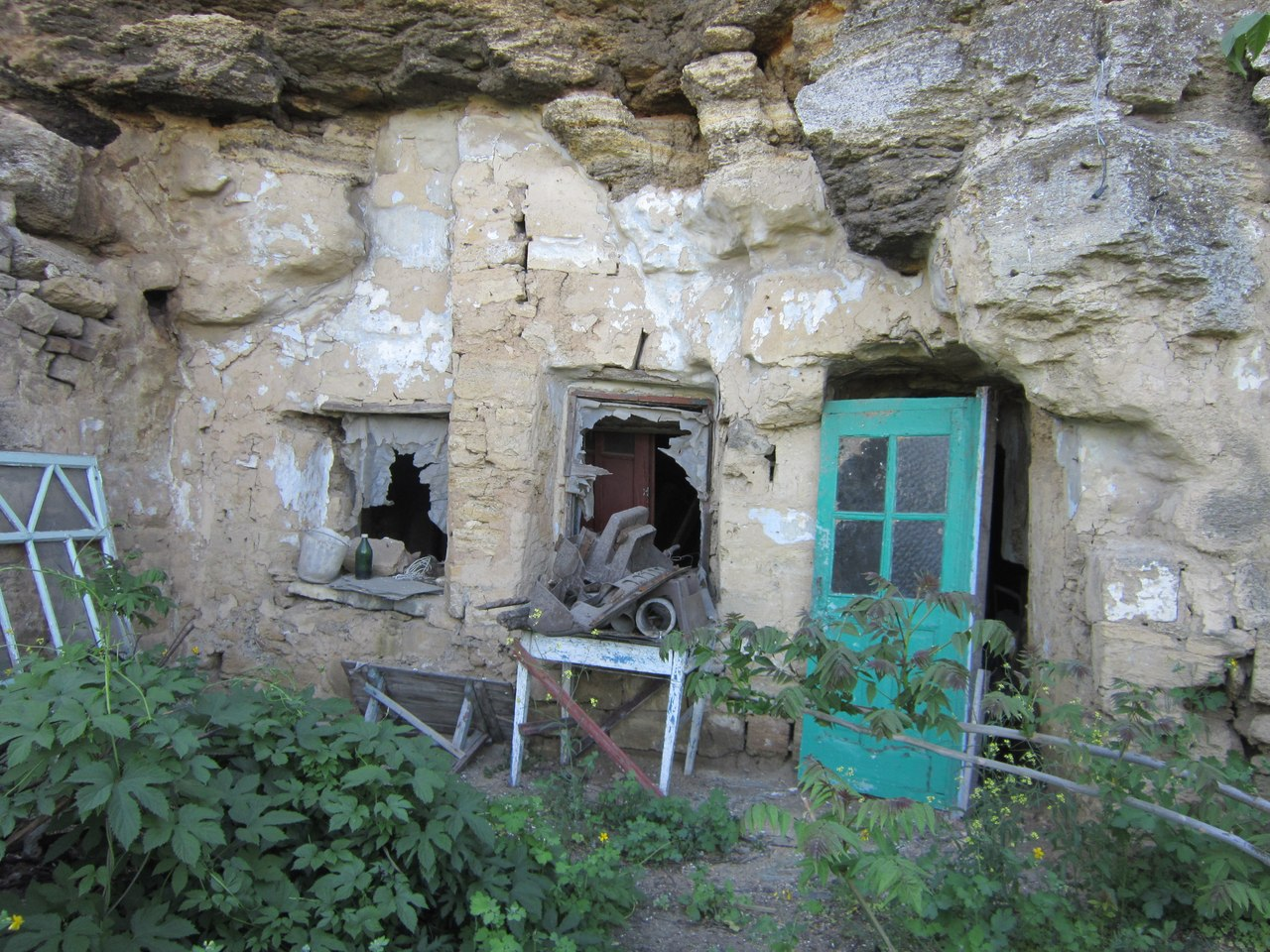
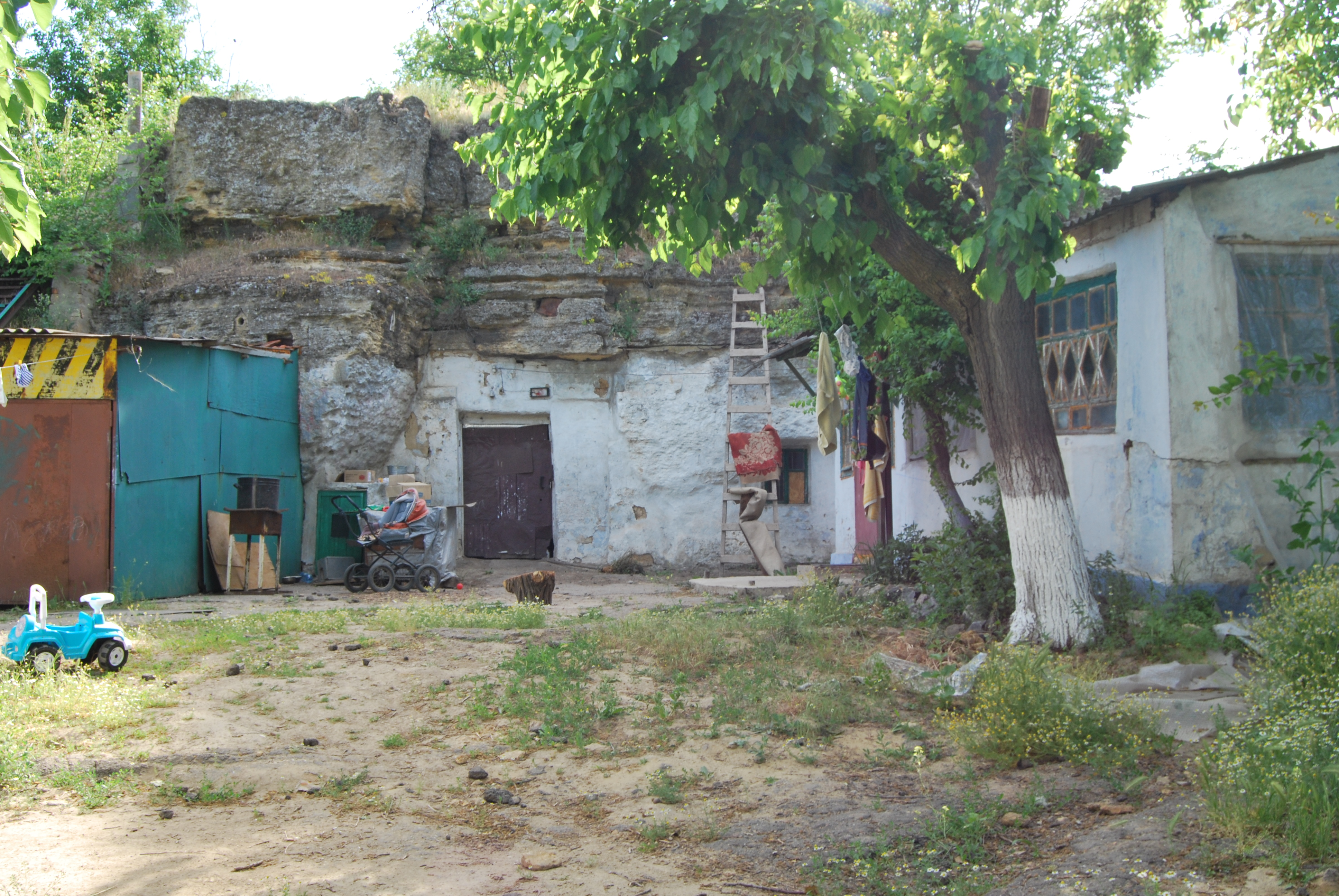
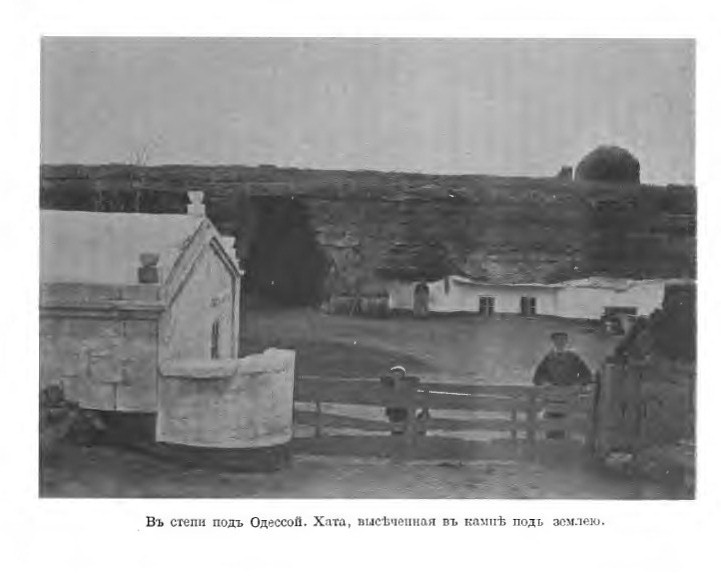